# Accipiter henstii
L'astore di Henst (Accipiter henstii (Schlegel, 1873)) è un uccello rapace della famiglia degli Accipitridi endemico del Madagascar.

## Descrizione

### Dimensioni
Misura 52-62 cm di lunghezza, per un peso di circa 609 g nel maschio e di 960-1140 g nella femmina; l'apertura alare è di 86-100 cm.

### Aspetto
Gli astori di Henst si distinguono per il sopracciglio chiaro, il becco largo, le corte ali arrotondate, la lunga coda, le lunghe zampe e i piedi potenti. Nonostante abbiano ali più corte e zampe più allungate, hanno piumaggio, dimensioni e sagoma abbastanza simili a quelli dell'astore comune. I sessi sono identici, ma la femmina è più grande del 12-20%. I giovani si distinguono facilmente dagli adulti per il piumaggio più marrone.
Negli adulti, le parti superiori sono bruno-ardesia scuro. Il sopracciglio è formato da una successione di macchie chiare e le bande caudali scure sono relativamente discrete. Le parti inferiori sono bianche con barre nerastre molto sottili ma numerose. Nella femmina, le barre sono più grossolane. L'iride è gialla. La cera è giallo-verdastra, i piedi gialli. Nei giovani, le piume delle parti superiori sono marrone chiaro con bordi camoscio-rossastri. Il sopracciglio è più chiaro. Le bande caudali scure sono molto larghe, e ciò riduce il marrone intermedio a sottili barre. Le parti inferiori variano dal bianco al rosso chiaro, con abbondanti macchie e striature marroni. I giovani hanno l'iride più chiara degli adulti.

### Voce
Quando sono nei pressi del nido, gli adulti sono rumorosi. Il loro grido principale è un kuh-ee kuh-ee kuh-ee kuh-ee che emettono regolarmente quando sono appollaiati. Questo grido può essere l'equivalente del richiamo di annuncio lanciato da altre specie del genere Accipiter. È possibile udire anche un cac-cac-cac rude che serve senza dubbio da conversazione durante il periodo nuziale. Gli astori vengono più spesso uditi che avvistati.

## Biologia
Gli astori di Henst vivono spesso in coppia, anche al di fuori della stagione riproduttiva. A quanto sembra, presso questi uccelli le parate aeree giocano un ruolo importante nella formazione della coppia, nel rafforzamento dei legami coniugali e nella marcatura del territorio. Nel mese di settembre, come preambolo al periodo di nidificazione, essi si impegnano infatti in voli circolari molto alti nel cielo. Effettuano ugualmente voli planati in comune, e voli ondulatori che disegnano le stesse traiettorie a forma di montagne russe di quelli degli astori comuni.
Gli astori di Henst trascorrono lunghi periodi sui loro posatoi, sia all'interno della chioma degli alberi che su un ramo ben esposto lungo un sentiero nella foresta. Questo punto elevato viene probabilmente usato come osservatorio per praticare la caccia alla posta, che sembra essere uno dei loro metodi preferiti per catturare le prede. Queste ultime vengono spesso catturate sul terreno. Tuttavia, alcune di loro vengono afferrate dopo un frenetico inseguimento attraverso la foresta.

### Alimentazione
Gli astori di Henst cacciano soprattutto uccelli di foresta (in particolare i succiacapre), ma anche piccoli mammiferi (ad esempio i lemuri). A quanto sembra, effettuano razzie anche nei cortili in prossimità dei villaggi per impadronirsi dei polli.

### Riproduzione
La stagione di nidificazione ha luogo probabilmente da ottobre a febbraio. Il nido viene costruito con grandi pezzi di legno ed è rivestito con foglie verdi. Questa grande struttura, che misura tra 80 e 150 cm di diametro, è situata abbastanza in alto sugli alberi, spesso a circa 12 metri al di sopra del suolo, su una biforcazione principale che sovrasta il corso di un fiume. La covata comprende abitualmente 2 uova delle quali ignoriamo la durata di incubazione. Anche la durata di permanenza dei giovani nel nido è sconosciuta.

## Distribuzione e habitat
Gli astori di Henst frequentano principalmente le foreste primarie, sia umide che secche. Tuttavia, si trovano anche nei boschi in corso di rigenerazione, nelle savane arbustive e lungo i corsi d'acqua contornati da alberi. Generalmente, prediligono le zone inviolate o quelle che hanno subito danni minimi, ma questo non impedisce loro di stabilirsi nelle vaste piantagioni di eucalipti e persino di nidificarvi. Occasionalmente, effettuano incursioni in spazi aperti. Gli astori di Henst vivono dal livello del mare fino a circa 1800 metri di altitudine.
Gli astori di Henst sono endemici del Madagascar. Il loro areale copre il nord dell'isola, tutta la costa orientale fino a Ranomafana e la costa occidentale fino a 21 gradi di latitudine sud. Questi uccelli sono assenti dall'interno dell'isola. La specie è monotipica, vale a dire non è suddivisa in sottospecie.

## Conservazione
L'areale della specie copre metà della superficie del Madagascar, circa 300.000 chilometri quadrati. Nonostante questo vasto territorio, la specie è considerata rara e prossima alla minaccia. Avvistare un astore di Henst è quasi un privilegio: una missione naturalistica riuscì ad avvistarne solamente due nel corso di 18 mesi. Gli effettivi di questo rapace estremamente discreto sono senza dubbio molto sottostimati. Malgrado frequentino habitat inviolati e lontani dall'uomo, questi rapaci sono stimati ad alcune centinaia di esemplari, tutt'al più ad un numero ridotto di migliaia. La continua deforestazione in Madagascar costituisce un pericolo per il loro avvenire.